# 마우리치오 사리
마우리치오 사리(이탈리아어: Maurizio Sarri, 1959년 1월 10일 ~ )는 이탈리아의 축구 감독이다.
사리는 프로 축구 선수 경력을 거친 적이 없으며, 은행원으로 일하는 동안에 아마추어 수준에서 센터백을 보고 감독 생활을 했다. 2005년에 처음으로 페스카라가 속하던 세리에 B에서 감독직을 수행했다. 2014년에는 엠폴리로 세리에 A 승격을 이뤄내고, 다음 시즌에 엠폴리를 잔류시킨 후에 나폴리로 이적하였다. 그리고, 2018-19 시즌을 앞두고 첼시 감독으로 부임하여 18-19 시즌 동안 첼시의 UEFA 유로파리그 우승을 이끌어낸 후, 1년 만에 이탈리아로 돌아와 2019년 6월 16일에 유벤투스 감독으로 부임하였다. 2020년 8월 8일 경질됐다.

## 감독직 통계
2020년 8월 8일자 경기  기준
| 팀            | 시작             | 종료             | 기록 | 기록 | 기록 | 기록 | 기록  | 각주  |
| 팀            | 시작             | 종료             | 경기 | 승   | 무   | 패   | 승률  | 각주  |
| ------------- | ---------------- | ---------------- | ---- | ---- | ---- | ---- | ----- | ----- |
| 안텔라        | 1996년           | 1998년           | 60   | 26   | 18   | 16   | 043.3 |       |
| 발데마        | 1998년           | 1999년           | 17   | 5    | 6    | 6    | 029.4 |       |
| 테골레토      | 1999년           | 2000년           | 26   | 8    | 9    | 9    | 030.8 |       |
| 산소비노      | 2000년           | 2003년           | 120  | 62   | 33   | 25   | 051.7 |       |
| 산조반네세    | 2003년           | 2005년 6월 18일  | 82   | 34   | 29   | 19   | 041.5 |       |
| 페스카라      | 2005년 7월 9일   | 2006년 6월 30일  | 43   | 14   | 12   | 17   | 032.6 |       |
| 아레초        | 2006년 10월 31일 | 2007년 3월 13일  | 22   | 6    | 8    | 8    | 027.3 |       |
| 아벨리노      | 2007년 7월18일   | 2007년 8월 23일  | 1    | 0    | 0    | 1    | 000.0 |       |
| 엘라스 베로나 | 2007년 12월 31일 | 2008년 2월 28일  | 6    | 0    | 1    | 5    | 000.0 |       |
| 페루자        | 2008년 9월 23일  | 2009년 2월 15일  | 22   | 6    | 11   | 5    | 027.3 |       |
| 그로세토      | 2010년 3월 24일  | 2010년 6월 24일  | 11   | 2    | 7    | 2    | 018.2 |       |
| 알레산드리아  | 2010년 7월 6일   | 2011년 6월 24일  | 36   | 15   | 13   | 8    | 041.7 |       |
| 소렌토        | 2011년 7월 6일   | 2011년 12월 13일 | 19   | 8    | 6    | 5    | 042.1 |       |
| 엠폴리        | 2012년 8월 12일  | 2015년 5월 31일  | 132  | 52   | 45   | 35   | 039.4 | [ 1 ] |
| 나폴리        | 2015년 6월 12일  | 2018년 5월 23일  | 147  | 97   | 25   | 25   | 066.0 | [ 1 ] |
| 첼시          | 2018년 7월 14일  | 2019년 6월 16일  | 63   | 39   | 13   | 11   | 061.9 | [ 2 ] |
| 유벤투스      | 2019년 6월 16일  | 2020년 8월 8일   | 52   | 34   | 9    | 9    | 065.4 |       |
| 합계          | 합계             | 합계             | 859  | 408  | 245  | 206  | 47.5  | —     |

## 수상
산소비노
- 코파 이탈리아 세리에 D: 2002–03[3]

엠폴리
- 세리에 B 준우승: 2013–14[4]

첼시
- UEFA 유로파리그: 2018–19[5]
- EFL컵 준우승: 2018–19[6]

개인
- 판키나 다르젠토: 2013–14[7]
- 판키나 도로: 2015–16[8]
- 엔초 베아초르트상: 2017[9]
- 세리에 A 올해의 감독: 2016–17[10]